# Deviatore di corrente
Un deviatore di corrente (in lingua inglese shunt) è un tipo di resistenza elettrica che devia attraverso di sé una parte più o meno consistente della corrente circolante in un circuito principale a cui è posto in parallelo.
L'entità della corrente deviata dipende dal valore resistivo (in ohm) dello shunt rispetto al circuito in parallelo.

Simbolo di resistore shunt

## Origine del termine
Il termine inglese shunt significa 'deviare' o 'prendere un'altra strada', che in ambito elettrico è stato associato a una classe di dispositivi e fenomeni che vedono la corrente dividersi su due circuiti, solitamente, secondo un progetto.

## Misura di corrente
Una tipica applicazione dello shunt si ha nella misura di correnti elettriche, per estendere la gamma di un amperometro.
Ad esempio, un galvanometro ha una sensibilità tipica di 100 µA a fondo scala. Per misurare valori di corrente più elevate, si può deviare la maggior parte della corrente su un ramo a bassa resistenza e introdurre una scala di proporzionalità (fattore moltiplicativo) tra la corrente misurata e quella deviata.

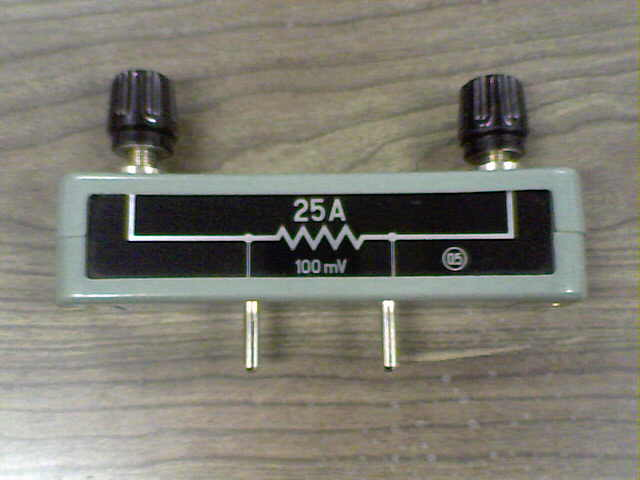
Uno shunt da 25A, 100mV

Posta una resistenza di shunt con valore Rs in parallelo ad un amperometro con resistenza interna Ra, la relazione tra le correnti nei due rami è data da:
{\displaystyle {\frac {I_{s}}{I_{a}}}={\frac {R_{a}}{R_{s}}}}
e poiché {\displaystyle I_{tot}=I_{s}+I_{a}} si ha che la corrente totale Itot da misurare è in relazione con la corrente segnata dallo strumento Ia secondo la formula:
{\displaystyle I_{tot}={\frac {R_{s}+R_{a}}{R_{s}}}I_{a}}
Questa configurazione comporta che il valore delle resistenze, compresa quella interna dello strumento siano note con precisione.
Una soluzione che rende la misura indipendente dalla resistenza interna dello strumento consiste nell'avere questa molto elevata rispetto a quella dello shunt, in modo che la corrente totale Itot sia praticamente uguale a Is.
Ciò si può realizzare in pratica usando al posto dell'amperometro un voltmetro, che non è altro che un amperometro ad alta impedenza. In tale caso, supponendo che la corrente circoli tutta nello shunt, la tensione misurata ai suoi capi è data dalla legge di Ohm:
{\displaystyle V_{s}=I_{s}\cdot R_{s}}
Ad esempio, con uno shunt da 20A, e 100mV di fondo scala, una misura di 80mV indicherà un passaggio di corrente di 16A.
La caduta di tensione sullo shunt comporta altresì una perturbazione nel circuito, di cui occorre tenere conto.
L'approccio appena descritto si può applicare per correnti di misura tali da rendere trascurabile la corrente inevitabilmente assorbita dal voltmetro.

### Realizzazione

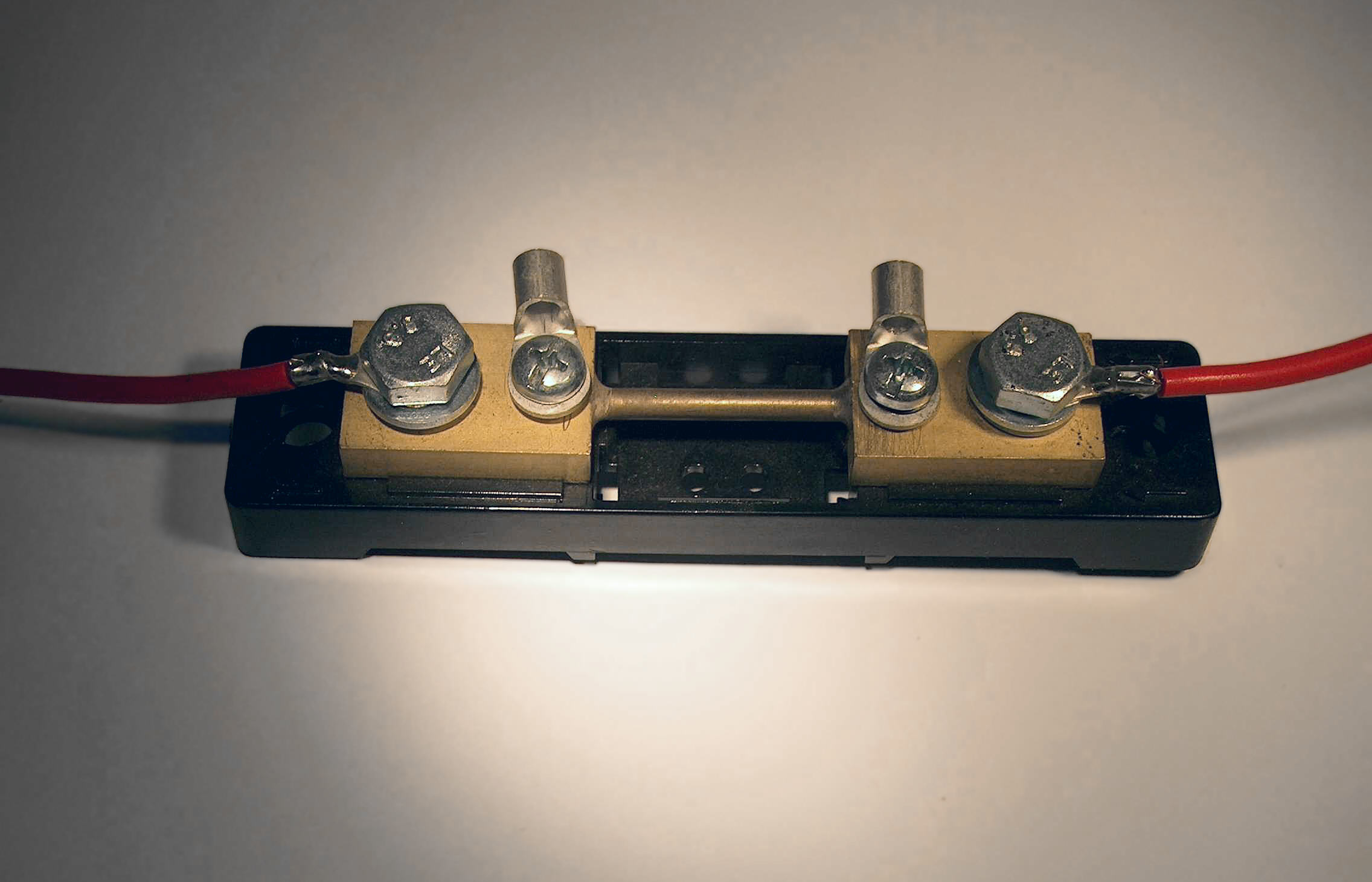
Uno shunt da 50A, a quattro morsetti

Lo shunt, opportunamente dimensionato, può essere impiegato per misurare correnti di intensità arbitrariamente alta, tenendo conto del surriscaldamento prodotto per effetto Joule, che può alterare il valore della resistenza stessa dello shunt.
Grazie agli studi di Edward Weston sono stati scoperti materiali la cui resistività elettrica è piuttosto indipendente dalla temperatura, ad esempio la costantana e la manganina, comunemente usati in queste applicazioni.
Un problema presentato dallo shunt per correnti elevate è dato dalle resistenze parassite presenti nei morsetti di collegamento tra i cavi e lo shunt stesso. I valori in Ohm di queste resistenze sono aleatori e instabili, dipendendo da quanto sono stretti i bulloni, dallo stato di ossidazione ecc.
Per ovviare al problema si usa la tecnica di "collegamento a quattro fili". Due morsetti alle estremità dello shunt, detti amperometrici, costituiscono il passaggio della corrente da misurare. Altri due morsetti detti voltmetrici, indipendenti e più piccoli, in quanto soggetti a correnti minime, prelevano la tensione di misura più internamente nello shunt. La resistenza presente tra i due punti voltmetrici è nota con precisione, ed è assolutamente indipendente dai morsetti amperometrici.

## Altri usi
Alcuni tipi di shunt sono vie a bassa resistenza usate per cortocircuitare i due capi di un elemento circuitale.
Per esempio, nelle catene luminose usate per decorare gli alberi di Natale le lampadine sono collegate in serie. Se il filamento di una singola resistenza brucia, tutta la catena si spegne. Per ovviare il problema, in alcune catene ciascuna lampadina include uno shunt che si inserisce automaticamente in caso di rottura del filamento e permette il passaggio di corrente e l'accensione delle restanti lampadine.
Nella trazione ferroviaria e tranviaria, gli shunt erano usati, fino a non molti anni fa, per escludere una o più sezioni di avvolgimento di campo dei motori di trazione delle locomotive ed automotrici elettriche e ottenere quindi l'aumento della corrente di indotto dei motori; ciò permetteva un consistente aumento di velocità, soprattutto se i gradi di shunt erano più di uno (si tratta del cosiddetto indebolimento di campo). La manovra del conducente per accelerare, aveva quindi l'effetto di inserire progressivamente gli shunt.
Il sistema è stato abbandonato con l'introduzione dell'elettronica di potenza (introduzione dei triac, GTO, IGBT e altri dispositivi).